# Emil Augsburg
Emil Augsburg (ur. 1 maja 1904 w Łodzi, zm. 1981) – niemiecki zbrodniarz wojenny, Sturmbannführer SS.
W ramach swoich obowiązków w czasie II wojny światowej odpowiedzialny za planowanie w SS egzekucji Żydów i innych „wrogów” Rzeszy.
Po wojnie ścigany m.in. przez władze polskie. Uniknął kary ze względu na fakt, iż w latach 1947–1948 amerykański kontrwywiad wojskowy zatrudnił go jako eksperta od spraw sowieckich.
Od roku 1949 pracownik wywiadu zachodnioniemieckiego. Zwolniony za samowolne działania w 1966 roku.